# 一色藤長
一色 藤長（いっしき ふじなが）は、戦国時代から安土桃山時代にかけての武士。室町幕府の御供衆。通称は七郎。号は一遊斎。
以心崇伝は甥にあたる（弟・秀勝の子）。

## 生涯
一色晴具の子として生まれる。
室町幕府の守護大名・一色氏の一族式部一色家の出身で、宗家の一色義貫の代に家督争いをした一色持範の子孫にあたる。
当初は一色宗家の領国・丹後国で郡代を務めていたとされる。
天文6年（1537年）、式部少輔に任じられる。同13年（1544年）、13代将軍・足利義藤（義輝）より所領を拝領する（後に加増される）。天文18年（1549年）に父が亡くなると、奉公衆となっていた一色式部家の当主となり、細川輝経らと共に義輝に近仕した。
天文21年（1552年）に従五位下となり、足利義藤より偏諱を受け藤長と称す。一色氏は御部屋衆の家柄であったが、藤長の時代に格上の御供衆となり、伊勢貞孝が討たれた後にはその所領の一部を与えられている。永禄6年（1563年）の「永禄六年諸役人附　光源院殿御代当参衆并足軽以下衆覚」に、御供衆の一人として藤長の名が見える。
永禄8年（1565年）の永禄の変で義輝が殺害されると、三好三人衆らに興福寺に幽閉された一乗院覚慶を細川藤孝、三淵藤英、和田惟政、仁木義政、米田求政らと共に脱出させて救出した。義昭の将軍就任後も御供衆にあり諸大名との取次役も務めたが、細川藤孝らと比べて必ずしも重要な地位にいた訳ではなかった。
藤長の存在感が高まったのは、元亀4年（1573年）に義昭が織田信長と対立した頃からとみられている。同年に足利義昭が織田信長によって京を追放されると、義昭に従って紀伊国に下る。
天正4年（1576年）、義昭が備後国鞆へ移った際は、畿内との連絡役のために義昭から紀伊田辺城（泊城）に留まることを命じられたが、これに従わずに鞆の義昭を追いかけたために不興を買い、家臣の地位を失う。藤長は毛利氏に懇願して復帰を願うものの、許されることなく、義昭の下を去らざるを得なくなった。
その後、細川藤孝を頼っている。以後の動静の記録は、細川家で催された能会に出席したことに関する記述が大半で、合戦の参加記録などはない。後になって、義昭の下へ挨拶へ向かっている。
慶長元年（1596年）4月9日、死去した。

## 異説
- 足利義昭の子といわれる義喬を、一色義喬として藤長が近江国坂本で養育したと言われ、寛政年間の会津藩藩士の坂本義辰がこの子孫を称す。
- 藤長は慶長5年（1600年）の関ヶ原の戦いで西軍方として参戦し、討ち死にしたとの説もある。